# NGC 3744
NGC 3744 é uma galáxia espiral (S) localizada na direcção da constelação de Leo. Possui uma declinação de +23° 00' 44" e uma ascensão recta de 11 horas, 35 minutos e 57,8 segundos.
A galáxia NGC 3744 foi descoberta em 11 de Abril de 1882 por Édouard Jean-Marie Stephan.